# Рене Грусе
Рене Грусе (1885 – 1952) е известен френски историк, изкуствовед и ориенталист, музеен куратор и член на Френската академия.

## Биография
Грусе е роден в Oбе, департамент Гар на 5 септември 1885 г.
Завършва история в Университета на Монпелие и започва научната си кариера, специализирайки се в азиатската история и изкуство. По време на Първата световна война служи в армията и е ранен. След края на войната преподава история и география в Института по ориенталски езици. През 1925 г. е назначен за помощник консерватор в музея „Гиме“ и секретар на списание Journal asiatique. Към 1930 г. вече има публикувани пет труда по азиатски и източни цивилизации. Преподава и в Института по политически науки. През 1933 г. е назначен за технически директор в музея „Сернуши“ в Париж и куратор на колекцията с азиатско изкуство. Пише научен труд за средновековния будистки поклонник Сюен Дзан
Преди да избухне Втората световна война Грусе вече е публикувал двата си най-важни труда, „История на кръстоносните походи“ (Histoire des Croisades(1934 – 1936)) и „Империята на степите“ (L'Empire des Steppes (1939)). Правителството на Виши го уволнява от заеманите постове, но той продължава научната си работа и по време на войната публикува три книги за Китай и монголите. След освобождението на Франция се завръща на работата си в музеите „Сернуши“ и „Гиме“. През 1946 г. Грусе е избран за член на Френската академия. Между 1946 и 1949 г. публикува още четири книги върху Мала Азия и Близкия Изток.
Умира на 67 годишна възраст в Париж на 12 септември 1952 г.

## Трудове
- 1922 – на френски: Histoire de l'Asie , 4 vol., Paris: G. Crès & cie. OCLC 4594662
- 1923 – на френски: Histoire de la philosophie orientale
- 1924 – на френски: Le réveil de l'Asie
- 1926 – на френски: L'épopée des Croisades
- 1928 – на френски: La Grèce et l'Orient, des guerres médiques à la conquête romaine
- 1929 – на френски: Histoire de l'Extrême-Orient
- 1929 – на френски: Sur les traces de Bouddha, tableau du VIIe siècle bouddhique
- 1929 – 1930 – на френски: Les civilisations de l'Orient, 4 vol.
- 1931 – на френски: Les philosophies indiennes
- 1934 – 1936 – на френски: Histoire des Croisades et du royaume franc de Jérusalem , 3 vol. Paris: Plon. OCLC 37267632
- 1936 – на френски: L'art de l'Extrême Orient : paysages, fleurs, animaux
- 1937 – на френски: De Venise à Pékin au XIVe siècle : Odoric de Pordenone (with H. Demoulin-Bernard)
- 1939 – на френски: Les sculptures des Indes et de la Chine
- 1939 – на френски: L'empire des steppes : Attila, Gengis-Khan, Tamerlan  Paris: Editions Payot. OCLC 220712631
- 1941 – на френски: L'empire mongol
- 1941 – на френски: L'Asie orientale, des origines au XVe siècle (with J. Auboyer et J. Buhot)
- 1942 – на френски: Histoire de Chine
- 1944 – на френски: Le conquérant du monde : vie de Gengis-Khan
- 1945 – на френски: L'Europe orientale de 1081 à 1453 (with C. DIehl, R. Guilland et L. Oeconomos)
- 1946 – на френски: L'empire du Levant : histoire de la question d'Orient
- 1946 – на френски: Bilan de l'histoire
- 1947 – на френски: Histoire de l'Arménie des origines à 1071  Paris: Payot. OCLC 3084562
- 1948 – на френски: De la Grèce à la Chine
- 1949 – на френски: Figures de proue
- 1950 – на френски: Les premières civilisations (collective work)
- 1950 – на френски: De l'Inde au Cambodge et à Java (with J. Auboyer)
- 1951 – на френски: De la Chine au Japon